# Oscar Boeters

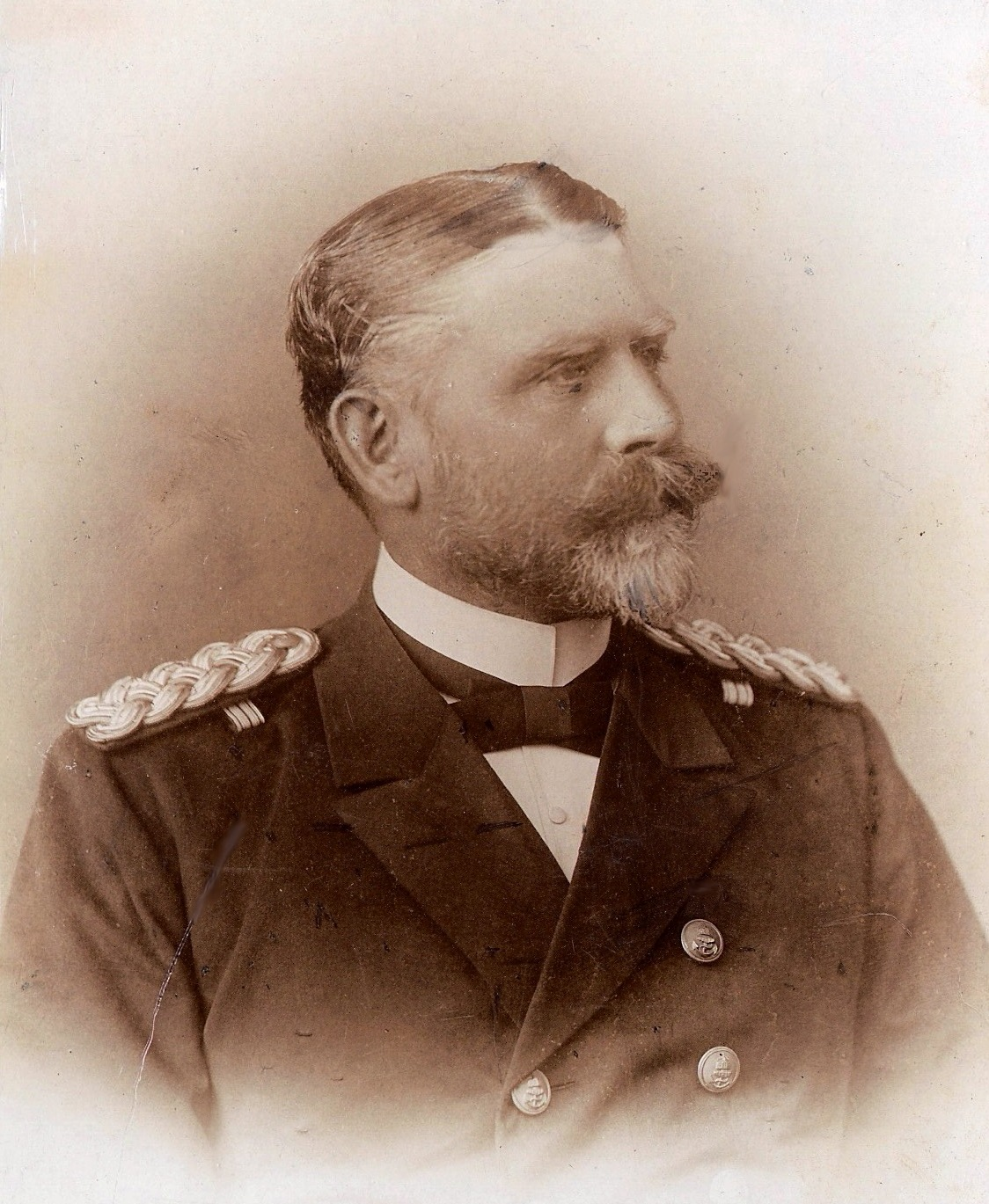
Oscar Boeters um 1890

Christian Friedrich Oscar Boeters, auch Oskar Böters, (* 19. November 1848 in Wernigerode; † 5. Februar 1912 in Bremen) war ein deutscher Marineoffizier, zuletzt Konteradmiral. Außerdem war er Chemiker und Erfinder.

## Leben

### Familie
Oscar war ein Sohn von Luise Röhrig und ihrem Ehemann Heinrich Ernst Boeters, Pfarrer in Wernigerode und Nordhausen, später Superintendent in Gommern. Er heiratete am 27. Juni 1877 in Bremen Marie Gudewill, Tochter eines angesehenen Bremer Kaufmanns. Die Ehe blieb kinderlos. Oscar Boeters starb am 5. Februar 1912 in einem Bremer Krankenhaus an Nierenkrebs.

### Militärische Laufbahn
Ostern 1865 verließ er die Schule in Nordhausen und trat am 1. Mai 1865 als Kadettenaspirant in die Preußische Marine ein. Nach einer Ausbildung auf Arcona und Niobe nahm er 1869 als Unterleutnant zur See auf der Hertha an der Fahrt nach China und Japan mit der Einweihung des Sueskanals teil. Im November 1872 kehrte er als Leutnant zur See zurück. Nach einem Besuch der Marineakademie in Kiel wurde er Ostern 1875 als Kapitänleutnant zur Dienstleistung  zur Admiralität kommandiert. Am 1. Oktober 1876 erhielt er ein Landkommando als Kompanieführer der Seeartillerieabteilung Friedrichsort. Im Herbst 1877 wurde er Lehrer an der Marineakademie in Kiel. Am 1. Oktober 1880 trat er als Observations- und Navigationsoffizier auf der Korvette Hertha zu einer zweijährigen Ostasienreise an, in deren Verlauf er am 1. Januar 1882 zum Korvettenkapitän befördert wurde. Ab 1884 war Boeters als Artilleriedirektor an der Kaiserlichen Werft Kiel tätig. Im Jahr 1887 kommandierte er die Möwe auf einer Fahrt nach Sansibar. Mit an Bord war der Afrikaforscher und Kolonialist Carl Peters. Boeters fuhr als Kapitän zur See noch folgende Schiffe:
| Prinzeß Wilhelm            | 16. April 1891 bis 14. November 1892 |
| Deutschland                | 5. Mai bis 31. Oktober 1894          |
| Kurfürst Friedrich Wilhelm | 1. November 1894 bis 5. Oktober 1895 |

Nachdem er das Kommando über die Kurfürst Friedrich Wilhelm abgegeben hatte, war Boeters als Inspekteur bei der Inspektion der Marineartillerie tätig. Am 14. September 1896 wurde Boeters unter Verleihung des Charakters als Konteradmiral zur Disposition gestellt.

### Akademische Laufbahn
Nach seiner Verabschiedung nahm er ein Studium an der Technischen Hochschule Berlin auf, erwarb das Ingenieur-Diplom und promovierte im Oktober 1902 bei der Abteilung für Chemie und Hüttenkunde mit einer Arbeit „Über Reaktionen der Dihalogenthymochinone“ zum Dr.-Ing. Zusammen mit dem Chemiker Richard Wolffenstein entwickelte er ein Syntheseverfahren für Dinitrophenol und Trinitrophenol, das 1909 patentiert wurde.

## Schriften
- Nordlandreise. 1891. Tagebuchaufzeichnungen einer Begleitung des Kaisers Wilhelm II. mit der Prinzeß Wilhelm nach Norwegen.
- Über Reaktionen der Dihalogenthymochinone. Technische Hochschule. Dissertation. Berlin 1902.
- Bodenreform und Kolonialpolitik. Referat gehalten auf dem 14. Bundestag der deutschen Bodenreformer. Berlin 1905.